# トリップドットコム・グループ
トリップドットコム・グループ（英: Trip.com Group Ltd.、NASDAQ: TCOM、SEHK: 9961）は、中国・上海市に本拠地を置く（登記上の本店はケイマン諸島）オンライン旅行会社（Online Travel Agency, OTA）。日本を含む世界各地で旅行予約サイトのTrip.comを展開するほか、旅行メタサーチのスカイスキャナーを保有、また中国人向けの旅行予約サイトとして、Ctrip（携程）およびQunar（去哪儿）を運営している。

## 沿革
中国のOTAとしては最大手である。中国に加え、日本・アメリカ合衆国・イギリスなど世界13カ国に現地オフィスを持ち、地域別にローカライズされた23のウェブサイト・アプリを運営する。
会社は1999年、オラクルに勤務するエンジニアであった梁建章(James Liang)を中心に、范敏、季琦、沈南鵬（Neil Shen）を加えた4名により、Ctrip（シートリップ）の名称で共同設立された。シティバンクを経てドイツ銀行に勤務していた沈南鵬など、シリコンバレーの動向に敏感なメンバーがスタッフの中核であった。当初シートリップ（携程旅行网）は旅行口コミサイトとしてスタートしたものの、すぐにホテルの代理販売に進出した。当時中国では一般層のインターネット利用がまだ少なかったため、初期はコールセンター対応の旅行予約が多くの割合を占めていた。旅行の際に旅行会社店舗での煩雑な手続きを強いられていた当時の中国の旅行市場において、空港や鉄道駅・バスターミナル等の交通拠点で、ホテルで利用できる自社カードを配布する活動を行い、認知度を高めた。ホテル予約では、決済方法としてエージェンシーモデル（料金ホテル決済）を採用したが、中国工商銀行とのジョイントベンチャーを設立し料金クレジットカード払いのシステムを構築することで、航空券予約（料金OTA決済）にも進出した。
シートリップは設立から約4年間私企業として運営されていたが、2003年にNASDAQに上場し、公開会社（Ctrip.com international Ltd.）となった。中国国内では2000年代前半、シートリップ以外にも多くのOTAが設立されたが、大半は中国の実態に不案内な投資家の資金により支えられていたため、その後の経済危機やSARSの流行を経て淘汰、シートリップはアメリカの動向を参考に効率化と技術投資を続けることでマーケットシェアの拡大に成功した。現在は中国でのスマートフォンの普及に伴い、アプリ・ウェブサイトを中心とした事業形態となっている。2019年の売上高は51.22億米ドル（OTAグループとして世界3位）で、世界1位のブッキング・ホールディングスの3割強であり、分野毎の比率は、航空券・鉄道等のチケット予約が39％、宿泊予約が38％、パッケージ商品が13％等となっている。
2004年から2007年の期間、楽天がシートリップの株式を取得し、シートリップは楽天の持分法適用関連会社となっていた。その後2014年に、プライスライン・グループ（現：ブッキング・ホールディングス）が、シートリップの少数株式取得を発表した。2015年10月、中国の検索最大手である百度が、傘下の旅行検索サイトQunar（チューナー、去哪儿）の株式をシートリップに売却すると共に、シートリップの株式を取得、最大株主となった。民泊に関しては、中国を代表する民泊プラットフォームの「途家」に出資していたが、2015年に出資を停止、2016年10月、途家に民泊事業を売却した。2016年1月、インド最大のOTAであるメイクマイトリップの少数株式取得を発表、2019年4月には同社の株式の49％を保有した。2016年11月、CEOは創業以来の梁建章から、元アプライド・マテリアルズ勤務の孫潔（Jane Jie Sun）に代わった。
近年は中国以外を目的地とする旅行での利用拡大に努めており、2016年4月に中国東方航空の持株会社であるChina Eastern Air Holding Company（チャイナイースタンエアホールディングカンパニー）へ30億人民元（約513億円）を出資したり、2016年11月、旅行メタサーチを運営するスカイスキャナーの買収を発表、12月に完了。2017年11月、アメリカ・カリフォルニア州に拠点を持つ旅行サイトのTrip.comを買収、旧Trip.comはスカイスキャナーの傘下とし「Trip by Skyscanner」へ名称変更する一方、グローバル展開を目的に、中国以外でのシートリップのサービスは、ウェブサイトのドメインを「Trip.com」へと移行した。2019年11月、統括企業の社名をTrip.com Group Ltd.（トリップドットコム・グループ）に変更した。

## 日本におけるトリップドットコム・グループ
2012年にCtripの日本語ウェブサイトが開設されたが、2017年11月以降Trip.comへの移行が開始され、2018年に移行完了、現在では、日本語サービスはTrip.comのブランド名で、航空券・ホテル・鉄道の予約サービスが提供されている。
日本法人「株式会社Trip.com Japan」 は2014年5月に開設され、東京（大手町、田町）、大阪（心斎橋筋）など国内８カ所にオフィスを持つ。2015年、日本旅行業協会(JATA)の正会員に加入した。このほか、ホテル・旅館の仕入れ販売会社「Trip.com International Travel Japan」、航空券の仕入れ販売会社「Trip.com Air Ticketing Japan」を持つ。
中国語サイトのCtrip（携程）は、訪日中国人の半数が利用しているとされ、鉄道では、ジャパンレールパスなどの割引乗車券やSuicaの購入が可能であり、ホテルに関しては「中国人に優しい」レベルを表す「華」マークを付けるなど、中国人に対する情報提供が行われている。レストラン予約に関して、2015年8月に一休と、2017年にぐるなびと提携し、Ctrip（携程）から各社提供のプランを予約可能とするサービスを開始した。2017年7月、大阪府への訪日中国人の増加などを目的に、公益財団法人の大阪観光局と連携協定を締結した。2019年4月にJR東日本と、同年10月にJR九州とそれぞれ訪日外国人の誘客に向けて提携を結んだ。